# Pygoscelis grandis
Pygoscelis grandis este o specie dispărută de pinguin din genul Pygoscelis, familia Spheniscidae.